# Sinaj (hora)
Mojžíšova hora nebo hora Sinaj (arabsky جبل موسى, Jabal Mūsá, egyptskou arabštinou Gebel Mūsa), je hora na Sinajském poloostrově, která je nejčastěji ztotožňována s biblickou horou Sinaj. Tyčí se v egyptském kraji Jižní Sinaj poblíž nejvyšší egyptské hory Svaté Kateřiny a stejnojmenného města a kláštera.

## Poutní místo
Přes svou výšku a relativní převýšení (dno údolí leží v nadmořské výšce 1580 m) je vrchol hory poutním místem s malou kaplí. Poutníci využívají dvě cesty — širší a pohodlnější cestu pro velbloudy zakončenou 750 schody k vrcholu nebo náročnější cestu se 3750 schody vytesanými do skály. Cesty jsou lemovany stánky s občerstvením a dalším zbožím.

## Fotogalerie

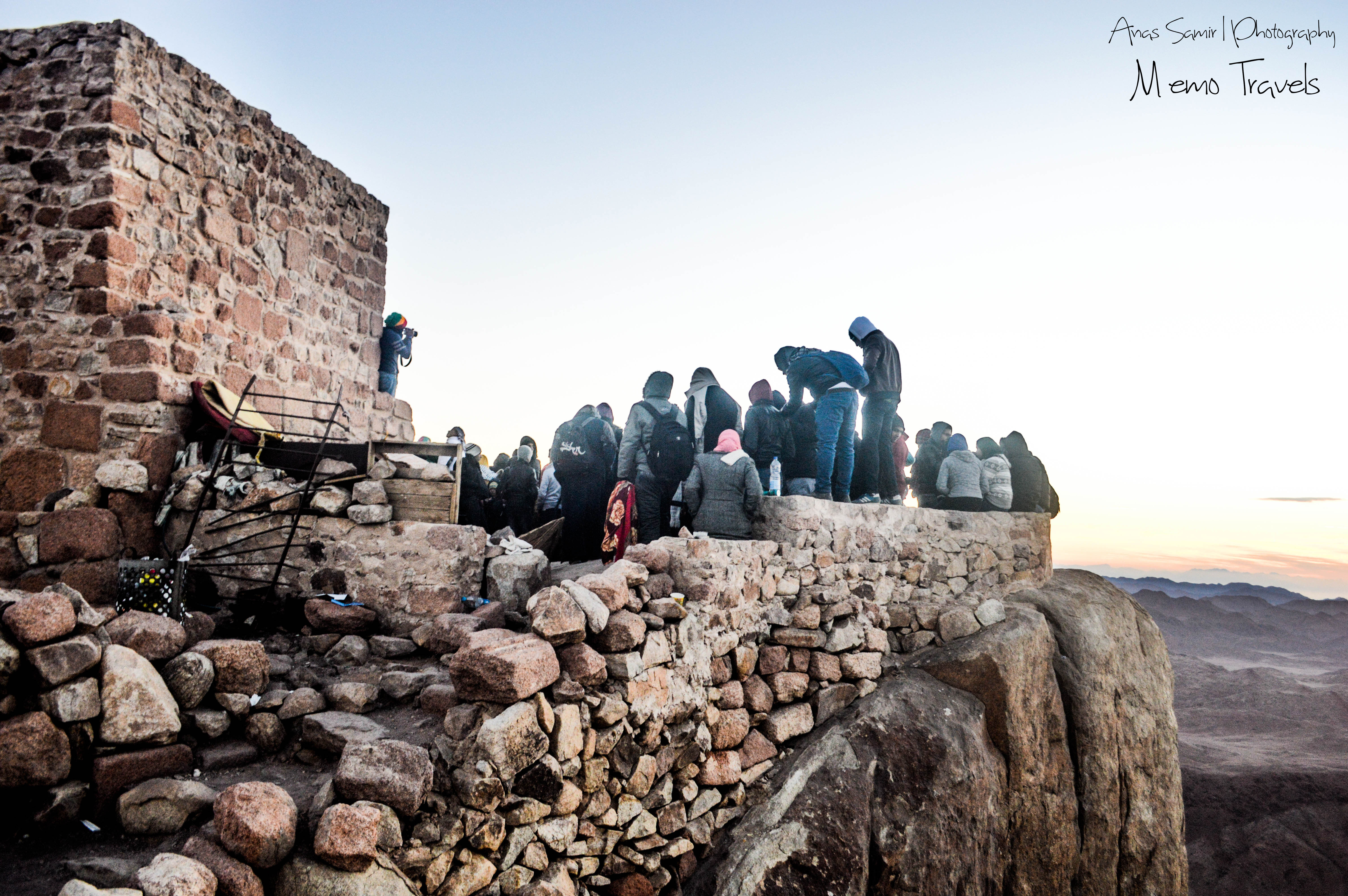
Turisté na vrcholu hory
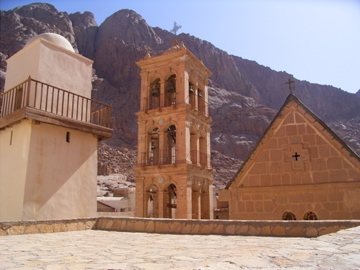
Klášter svaté Kateřiny
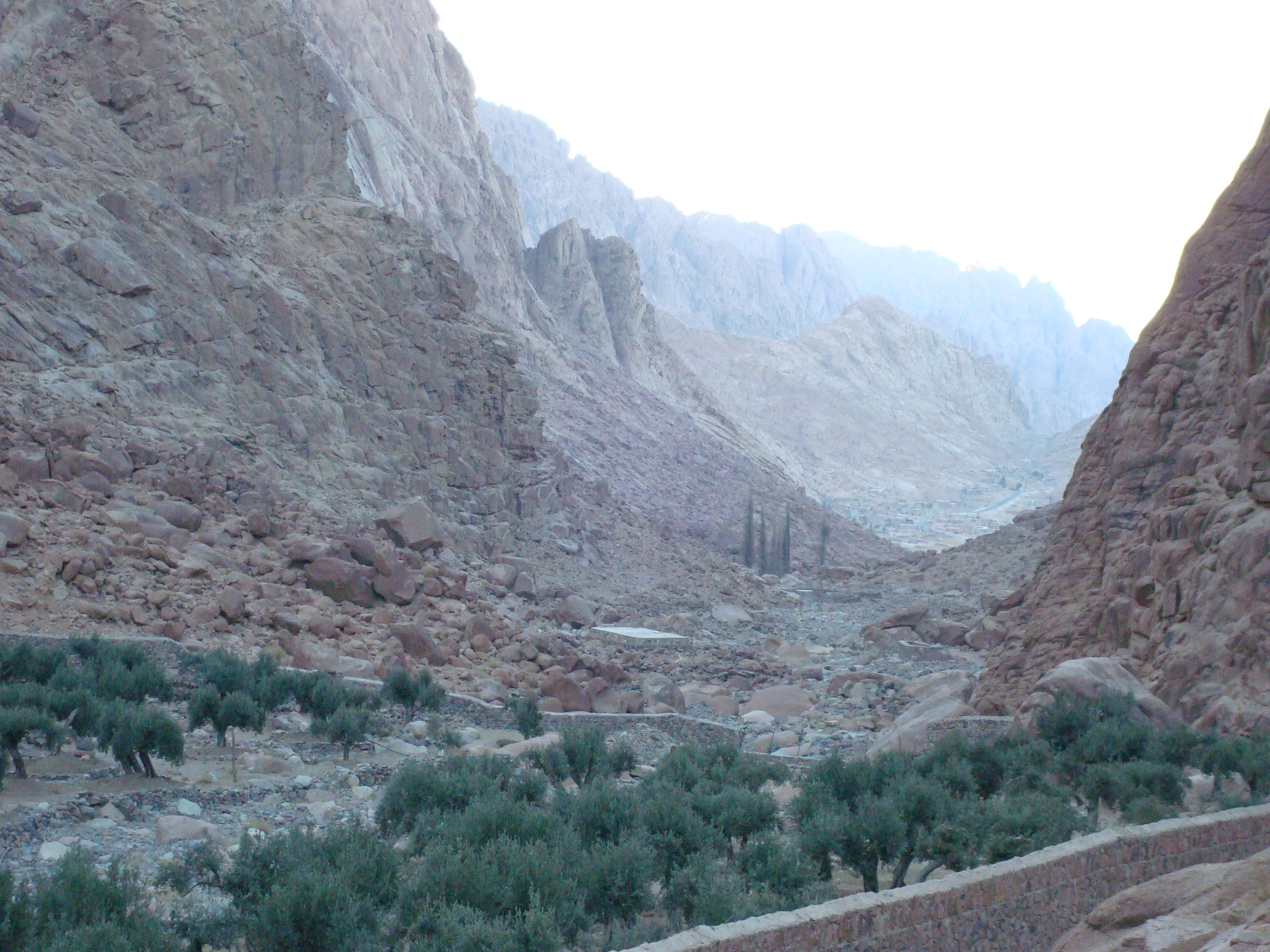
Vádí al-Arbaein
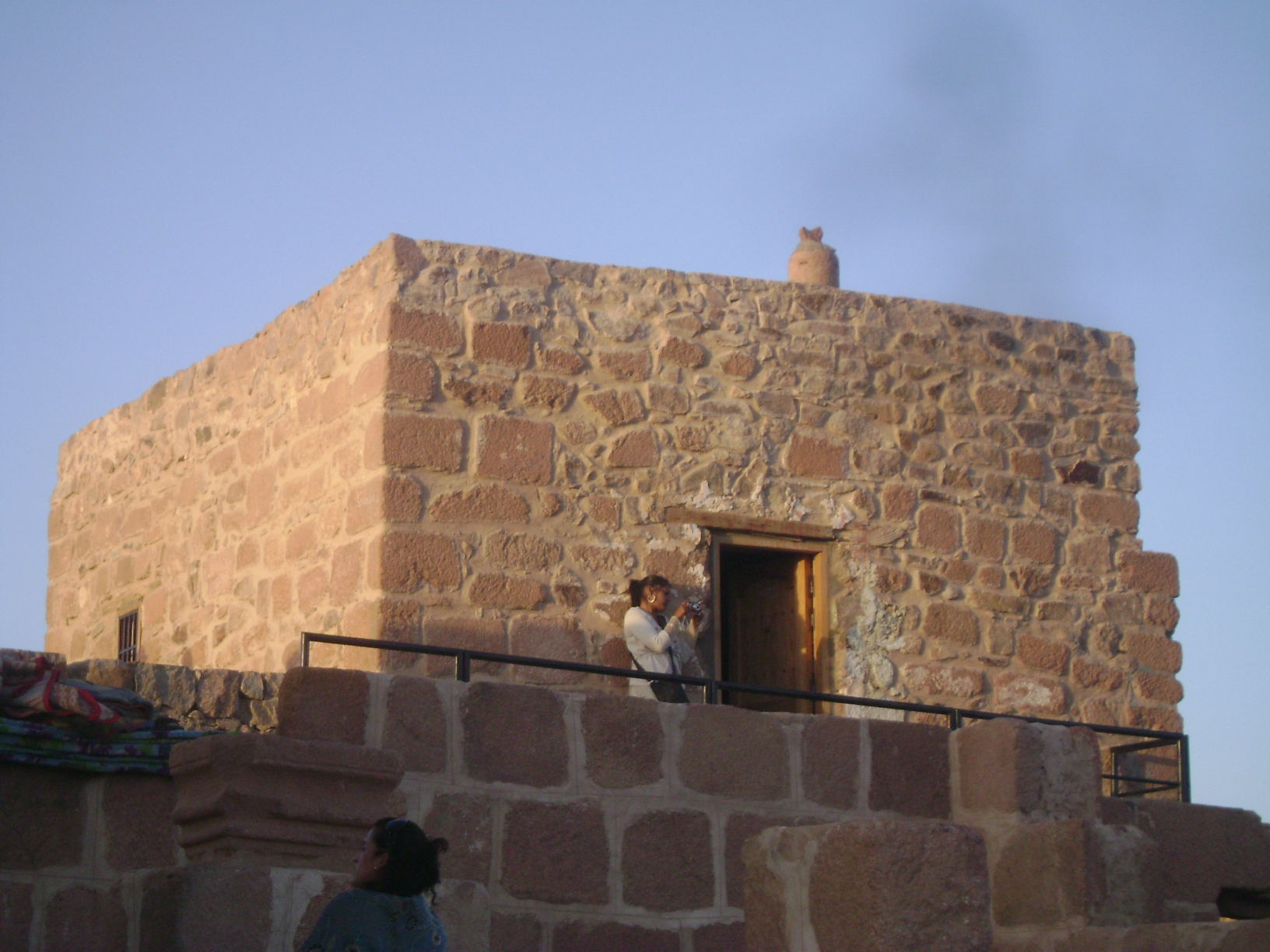
Malá mešita vedle pravoslavného kostela
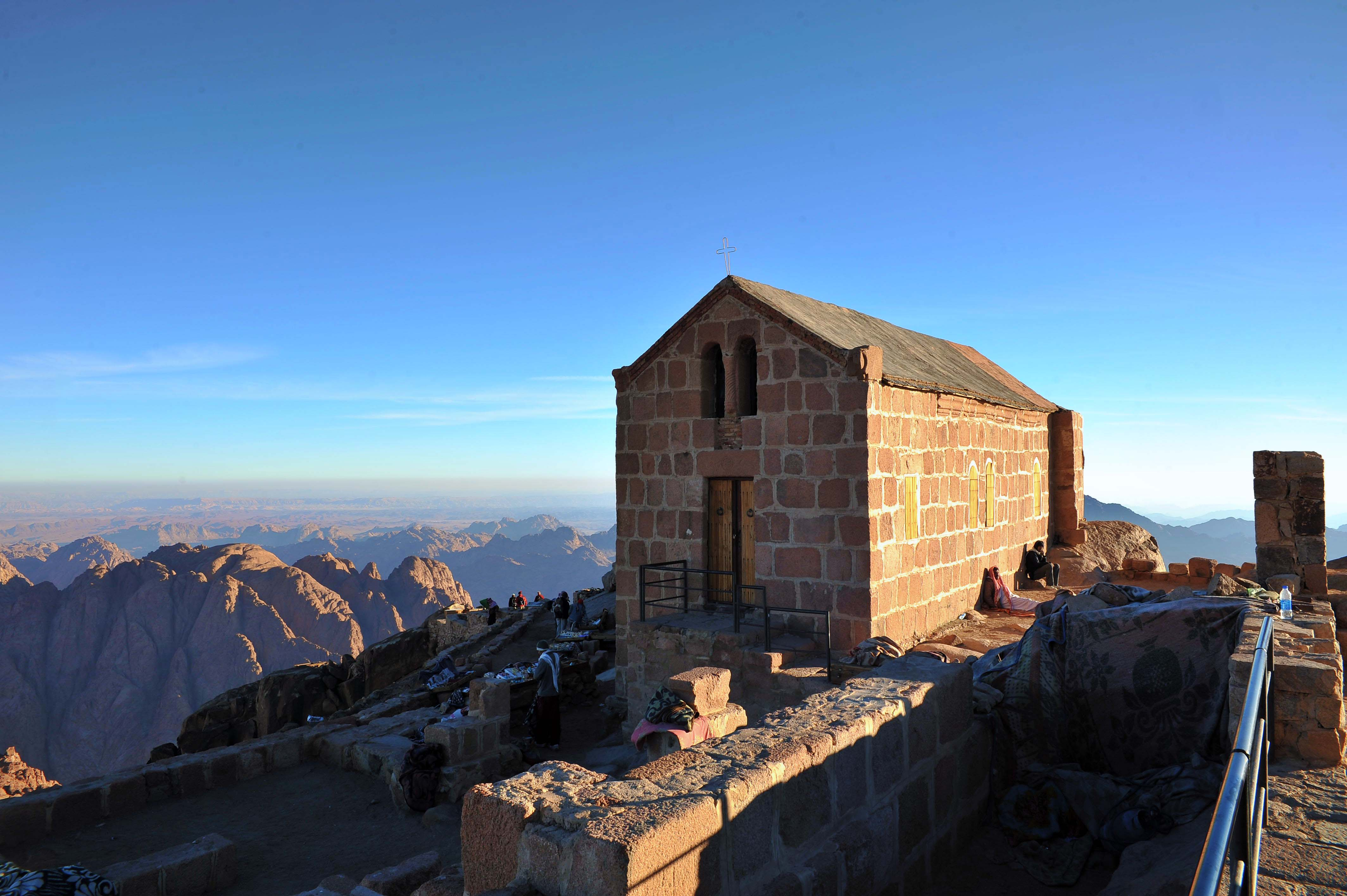
Řecký pravoslavný kostel na Mojžíšově hoře